# EEMEA
EEMEA ist eine aus dem angloamerikanischen Sprachraum stammende Abkürzung für den Wirtschaftsraum Eastern Europe, Middle East & Africa (Osteuropa, Naher Osten und Afrika).
Manche Unternehmen verwenden diesen Begriff, um das Gebiet West- und Zentraleuropa vom Wirtschaftsraum EMEA abzugrenzen.
Siehe auch:
- EMEA